# Baldwin (Salzburg)
Baldwin, auch Balduin (* um 1000; † 8. April 1060 in Salzburg) war von 1041 bis zu seinem Tod 1060 Erzbischof von Salzburg.

## Leben
Baldwin stammt im Gegensatz zu den meisten seiner Vorgänger nicht aus Bayern, sondern aus einer Adelsfamilie vom Niederrhein oder aus Flandern und hatte vorher keine persönliche Beziehung zu Salzburg. Baldwin wurde am 25. Oktober 1041 zum Bischof geweiht. Baldwin war besonders auf die Wahrung des bischöflichen Besitzes bedacht und ließ sich, ähnlich wie etliche seiner Vorgänger, einen „codex traditionum“ über die erfolgten Schenkungen während seiner Regentschaft anlegen, der erhalten ist.
Das bedeutendste Ereignis seiner Regentschaft war die Schenkung der Witwe des Grafen Wilhelm namens Hemma, welche auf Baldwins Anregung die Marienkirche zu Gurk erbauen ließ und dort ein Nonnenkloster gründete. Ihre Güter im Ennstal vermachte sie dem Bistum unter der Bedingung, in Admont ein Benediktinerkloster zu errichten. Baldwin starb am 8. April 1060.